# اولاف بیولاند
اولاف بیولاند (انگلیسی: Olav Bjaaland; ۵ مارس ۱۸۷۳ – ۸ ژوئن ۱۹۶۱) گردشگر، و اسکی‌باز صحرانوردی اهل نروژ بود که به اتفاق روئال آمونسن و در طول سفر اکتشافی آمونسن به قطب جنوب موفق به فتح قطب جنوب گردد.